# Zwartewaterland
Zwartewaterland (uitspraakⓘ; Nedersaksisch: Zwärtewäterlaand) is een gemeente in de Nederlandse provincie Overijssel, genoemd naar het Zwarte Water. In 2001 zijn de gemeenten Genemuiden, Zwartsluis en Hasselt hierin samengegaan. Vooral vanuit Genemuiden was er veel verzet tegen de opheffing van de gemeente.
De nieuwe gemeente telt 23.447 inwoners (1 januari 2024, bron: CBS) en heeft een oppervlakte van 87,86 km².

## Geografie

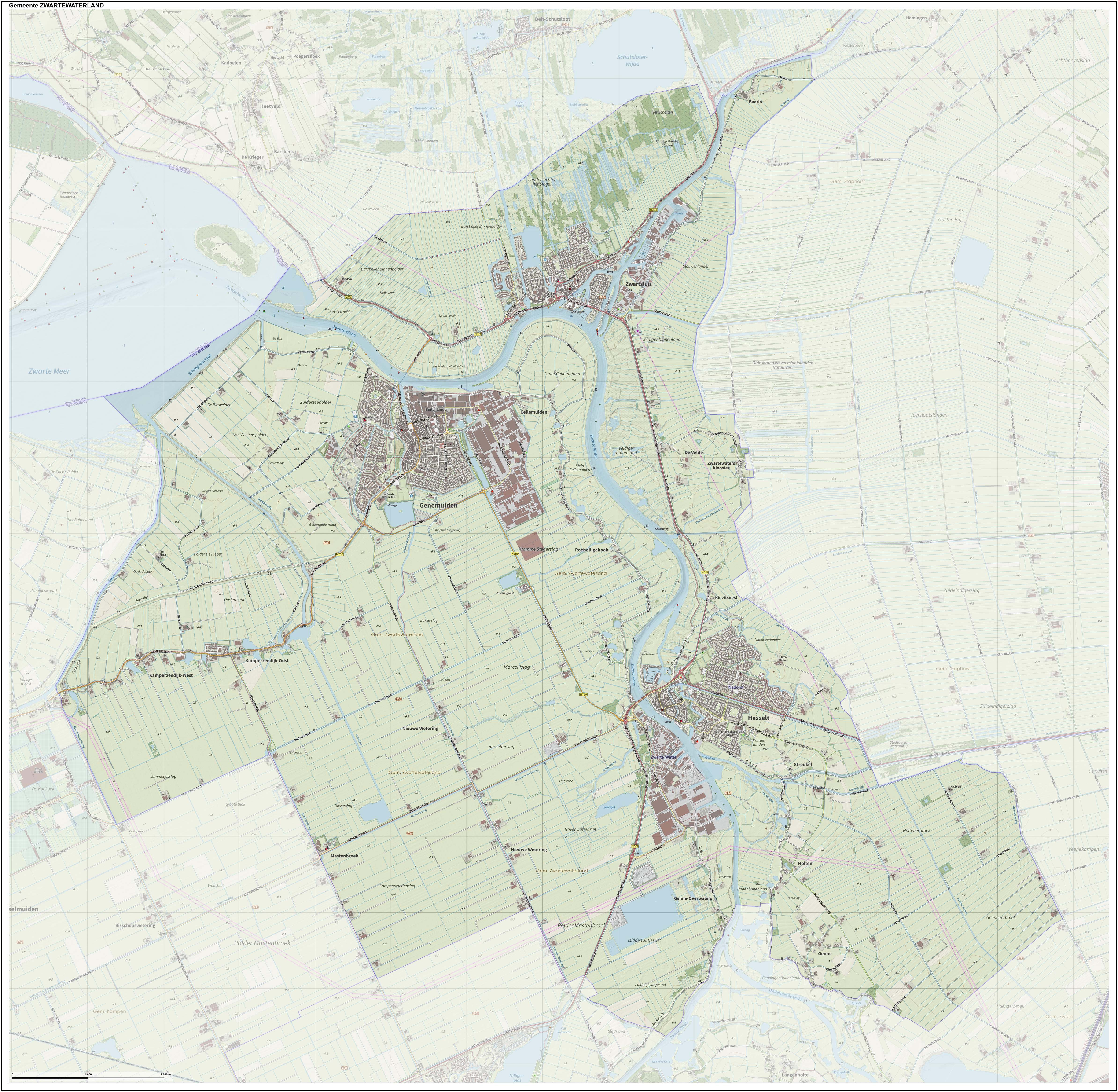

Binnen de gemeente Zwartewaterland liggen de volgende plaatsen:
| Woonplaats (BAG) | Inwoners 2023 |
| ---------------- | ------------- |
| Genemuiden       | 10.485        |
| Hasselt          | 7.735         |
| Mastenbroek      | 360           |
| Zwartsluis       | 4.955         |

### Aangrenzende gemeenten
| Aangrenzende gemeenten | Aangrenzende gemeenten | Aangrenzende gemeenten | Aangrenzende gemeenten | Aangrenzende gemeenten |
| ---------------------- | ---------------------- | ---------------------- | ---------------------- | ---------------------- |
| Noordoostpolder (Fl)   |                        | Steenwijkerland        |                        |                        |
|                        |                        |                        |                        |                        |
| Kampen                 | Staphorst              |                        |                        |                        |
|                        |                        |                        |                        |                        |
|                        |                        | Zwolle                 |                        |                        |

## Politiek
| Partij | Partij                                        | 2006   | 2006   | 2006   | 2010   | 2010   | 2010   | 2014   | 2014  | 2014   | 2018   | 2018  | 2018   | 2022   | 2022  | 2022   |
| Partij | Partij                                        | aantal | perc.  | zetels | aantal | perc.  | zetels | aantal | perc. | zetels | aantal | perc. | zetels | aantal | perc. | zetels |
| ------ | --------------------------------------------- | ------ | ------ | ------ | ------ | ------ | ------ | ------ | ----- | ------ | ------ | ----- | ------ | ------ | ----- | ------ |
|        | Staatkundig Gereformeerde Partij (SGP)        | 2.257  | 20,23% | 4      | 2.371  | 22,1%  | 4      | 2.642  | 23,8% | 5      | 2.491  | 21,1% | 4      | 3.114  | 26,6% | 6      |
|        | ChristenUnie (CU)                             | 2.446  | 21,93% | 5      | 2.604  | 24,3%  | 5      | 2.815  | 25,3% | 5      | 3.009  | 25,5% | 5      | 2.501  | 21,4% | 4      |
|        | BuitenGewoon Zwartewaterland (BGZ)            | -      | -      | -      | -      | -      | -      | -      | -     | -      | 1.737  | 14,7% | 3      | 2.438  | 20,8% | 4      |
|        | Christen-Democratisch Appèl (CDA)             | 2.344  | 21,01% | 4      | 1.969  | 18,4%  | 4      | 1.929  | 17,4% | 4      | 1.792  | 15,2% | 3      | 1.432  | 12,2% | 2      |
|        | Partij van de Arbeid (PvdA)                   | 2.442  | 21,89% | 4      | 1.765  | 16,5%  | 3      | 1.437  | 12,9% | 2      | 1.178  | 10,0% | 2      | 1.289  | 11,0% | 2      |
|        | Volkspartij voor Vrijheid en Democratie (VVD) | 745    | 6,68%  | 1      | 861    | 8,0%   | 1      | 940    | 8,5%  | 1      | 901    | 7,6%  | 1      | 934    | 8,0%  | 1      |
|        | Gemeentebelangen Zwartewaterland              | 920    | 8,25%  | 1      | 1.149  | 10,7%  | 2      | 1.354  | 12,2% | 2      | 672    | 5,7%  | 1      | -      | -     | -      |
| Totaal | Totaal                                        | 11.174 | 71,97% | 19     | 10.719 | 68,24% | 19     | 11.117 | 69,2% | 19     | 11.838 | 70,9% | 19     | 11.744 | 67,6% | 19     |

## Openbaar vervoer
Het openbaar vervoer in de gemeente Zwartewaterland wordt verzorgd door EBS. De belangrijkste lijnen zijn:
- Lijn 70 Zwartsluis - Belt-Schutsloot - Blauwe Hand - Giethoorn - Steenwijk - Tuk - Thij - Steenwijkerwold - Willemsoord - Blesdijke - De Blesse - Oldemarkt
- Lijn 71 Zwolle - Hasselt - Zwartsluis - Heetveld - Sint Jansklooster - Vollenhove - Kraggenburg - Marknesse - Emmeloord
- Lijn 74 Hasselt - Genemuiden - Kamperzeedijk - Grafhorst - IJsselmuiden - Kampen
- Lijn 161 Hasselt - Genne - Zwolle Oosterenk - Windesheim - Wijhe - Den Nul - Olst - Boskamp - Diepenveen - Deventer
- Lijn 171 Zwolle - Hasselt - Zwartsluis - Vollenhove (- Blokzijl)
- Lijn 673 Kampen [- Hasselt - Lichtmis - Rouveen - Staphorst]/[- Lichtmis - Staphorst - Hoogeveen - Noordscheschut - Hollandscheveld]

## Monumenten

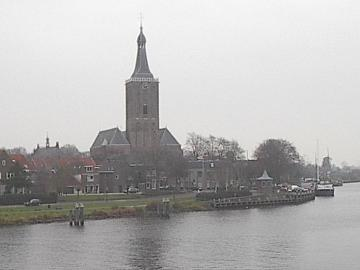
Hasselt, gezien vanaf de brug over het Zwarte Water

In de gemeente zijn er een aantal rijksmonumenten, gemeentelijke monumenten, en oorlogsmonumenten, zie:
- Lijst van rijksmonumenten in Zwartewaterland
- Lijst van gemeentelijke monumenten in Zwartewaterland
- Lijst van oorlogsmonumenten in Zwartewaterland